# Saint-Légier-La Chiésaz
Saint-Légier-La Chiésaz is een voormalige gemeente en plaats in het Zwitserse kanton Vaud en maakt sinds 1 januari 2008 deel uit van het district Riviera-Pays-d'Enhaut. Voor 2008 maakte de gemeente deel uit van het toenmalige district Vevey.
Saint-Légier-La Chiésaz telt 4343 inwoners. Op 1 januari 2022 fuseerde de gemeente met Blonay tot de gemeente Blonay – Saint-Légier.

## Geschiedenis
Op 22 januari 2020 vond in Saint-Légier-La Chiésaz een vliegtuigongeluk plaats, waarbij twee mensen om het leven kwamen.